# Afourar
Afourar (franska: Afourar (CR), Afourar (Commune Rurale), arabiska: تدلي فطواكة) är en kommun i Marocko.   Den ligger i provinsen Azilal och regionen Béni Mellal-Khénifra, i den nordöstra delen av landet, 200 km söder om huvudstaden Rabat. Antalet invånare är 8 184.